# Correo literario de Murcia
El Correo literario de Murcia fue un periódico bisemanal (jueves y sábados), impreso en Orihuela y editado en Murcia y sucesor del Diario de Murcia, desde el 3 de agosto de 1792 (algunos historiadores señalan el 1 de septiembre) al 29 de diciembre de 1795, dirigido a la crítica contra la Revolución Francesa y el enciclopedismo, y controlado por las autoridades de la monarquía de la mano de Carlos IV. En los primeros meses de su salida a la calle, el Correo alabó las reformas de la Ilustración en España y asignaba a cada uno de los estamentos sociales la tarea que el espíritu ilustrado consideraba conveniente. Así, a la nobleza terrateniente se la invitaba a encontrarse con lo que se denominaba "nueva agricultura", a profundizar en las nuevas técnicas de cultivo que mejorarían el rendimiento de las tierras; a la burguesía incipiente se le señalaba el "camino correcto" para el comercio y la industria, a integrase en las sociedades económicas y a rentabilizar e invertir; al tercer estado, el campesinado, se dirigían alabanzas sobre el honor y la dicha de ayudar a la corona a través del servicio de armas, la defensa del monarca como un pacto recíproco con el pueblo al que aquel daba sus desvelos y que debía ser acogido por los campesinos como una obligación "dulce", "atractiva" y "estimable". Así, los campesinos eran exhortados desde las páginas del Correo a combatir el libertinaje, a cumplir el deber de una guerra santa y justa si era necesario para defender la patria y la religión.
Cumplidos los primeros meses y caído en desgracia el conde de Aranda, el Correo tomará un tono más reaccionario, a la manera de Manuel Godoy: ya no se trata de defender el espíritu ilustrado, se trata sólo de parar a toda costa el espíritu revolucionario que se teme de forma inmediata. El Tratado de Aranjuez (1793) será también un aldabonazo en el nuevo camino y los años posteriores están marcados por la ejecución de Luis XVI de Francia y la Guerra de la Convención. Para el Correo será el tiempo en el que se dio espacio a las obras y escritos de la reacción más acentuada, como el Fernando de Ceballos y su obra la Falsa filosofía que combatía directamente la Revolución francesa y la expansión de la Ilustración, o a Lorenzo Hervás y Panduro con su obra Historia de la Vida del Hombre, retocada en 1794 para eliminar cualquier contenido social y donde se hacía una apología del catolicismo, se combatía el jansenismo y se pedía la unión del rey de España y el Papa en la lucha contra los revolucionarios y la filosofía francesa. Diderot y Voltaire fueron los dos enemigos sobre los que recaían todas las culpas del armazón ideológico del Correo. El Correo dejaba de tener sentido con la firma de la Paz de Basilea.